# Sigurd Fafnersbane
Sigurd Fafnersbane er en skikkelse i nordisk mytologi beskrevet i Ældre Edda og den islandske Vølsungesagaen. Han er søn af Sigmund og Hjørdis og gift med Gudrun. Med sværdet Gram dræber han dragen Fafner og får tilnavnet "Fafnersbane". Derefter dræber han smeden Regin, som er hans fosterfader og Fafners broder. Billeder på en portal fra Hylestad stavkirke i Setesdal Norge og en kristen billed- og runeristning på Ramsundsberget i Södermanland i Sverige er eksempler på middelalderens billedfremstillinger af episoderne i Vølsungesagaen og Den Ældre Edda.
Sigurd bliver efter sin død Einherjer som sin far.
Sigurd har mange ligheder med den germanske Nibelung-sagnheld Siegfred, der i det 19. århundrede får en fremtrædende rolle i Wagners cykliske opera-epos, Nibelungens Ring og i det 20. århundrede i Dolkestødslegenden.